# Embalse de Vallvidrera
El embalse de Vallvidrera es una infraestructura hidráulica española construida en la cabecera del arroyo de Vallvidrera, dentro del término municipal de Barcelona, en el barrio de Vallvidrera, comarca del Barcelonés, provincia de Barcelona, Cataluña. El arroyo de Vallvidrera, el curso de agua más importante de la sierra de Collserola, recoge las lluvias de un territorio de cerca de 135 hectáreas de esta sierra. 
La presa empezó a construirse en el 1850 con el objetivo de garantizar el suministro de agua al antiguo municipio de Sarrià. Si bien se terminó en 1860, no fue inaugurado hasta el 1864 . Considerado como una joya de la ingeniería hidráulica del siglo XIX, la obra del arquitecto Elías Rogent constituye un ejemplo excepcional de presa de arco de gravedad construida con obra de fábrica. Sus dimensiones en la coronación son de 50 metros de longitud, 3 de anchura y 15 de altura, pudiendo llegar a embalsar hasta unos 18 000 m³ en una lámina máxima de agua de 7780 m². 
En la base se encuentra una galería de inspección por la que discurren unos tubos destinados a drenar la cementación y evacuan el agua por la galería. Perpendicularmente a esta sale otra que llega al túnel de la Mina Grott por donde discurre el agua que actualmente cae por el tubo y donde llegó a circular un trenecito. A través de dicho túnel de circulación de agua pueden llegar a trasvasarse 400 000 litros diarios.
La singularidad del entorno y el mantenimiento del nivel de agua, aceptable gracias a las fuentes permanentes, hicieron que, aunque la necesidad de suministro de agua a la zona desapareciera, se instalaran ahí merenderos que convirtieron la zona en un espacio de ocio.
A partir de los años 1960, el abandono provocó que la vegetación cubriera la obra, al mismo tiempo que la presencia de sedimentos hizo disminuir de forma notable la capacidad de almacenamiento de la presa. Entre 2005 y 2006 se reformó íntegramente con el fin de preservar la flora y fauna del parque, ya que contiene una destacada población de anfibios entre los que destaca la ranita meridional.